# حسین لشگری
حسین لشگری (۲۰ اسفند ۱۳۳۱ — ۱۹ مرداد ۱۳۸۸) از خلبانان نیروی هوایی ارتش جمهوری اسلامی ایران بود، که چند روز پیش از آغاز رسمی جنگ ایران و عراق اسیر شد و پس از ۱۸ سال اسارت در عراق به ایران بازگشت. او اولین ایرانی اسیرشده و آخرین اسیر آزادشدهٔ جنگ ایران و عراق است که در مجموع طولانی‌ترین مدت اسارت را در بین تمام اسیران این جنگ تحمل کرده است. پس از آزادی، سید علی خامنه‌ای، رهبر جمهوری اسلامی ایران، از او با عنوان «سید الاسراء» نام برد.

## زندگی‌نامه
لشگری در ۲۰ اسفند سال ۱۳۳۱ در شهر ضیاءآباد واقع در شهرستان تاکستان در استان قزوین کنونی زاده شد. بعد از دریافت دیپلم، در سال ۱۳۵۰ برای انجام خدمت سربازی وارد لشکر ۷۷ خراسان ارتش شد. در سال ۱۳۵۱ به نیروی هوایی شاهنشاهی ایران وارد شد و در سال ۱۳۵۶ از دانشگاه خلبانی با درجهٔ ستوان‌دومی فارغ‌التحصیل گردید.

## دوران جنگ
با شروع جنگ ایران و عراق پس از انجام ۱۲ مأموریت، سرانجام مجبور به ترک هواپیمایش که مورد اصابت موشک قرار گرفته بود، شد و در خاک عراق، به اسارت درآمد. دولت عراق مدعی بود هواپیمای وی ۱۹ شهریور ۵۹ و قبل از حمله عراق به خاک ایران ساقط شده‌است؛ لذا وی را بعنوان سند برجسته ای که نشانگر آغاز جنگ توسط ایران بود حتی پس از قطعنامه نگه داشت.

## اسارت و آزادی
وی از آغاز جنگ تا زمستان ۱۳۵۹ در سلول انفرادی بود و پس از آن در مدت ۸ سال با حدود ۶۰ نفر دیگر از همرزمان در یک سالن عمومی و دور از چشم کمیته بین‌المللی صلیب سرخ نگهداری شد. پس از پذیرش قطعنامه او را از سایر اسرا جدا نمودند و قسمت دوم دوران اسارت وی نیز ۱۰ سال به طول انجامید.  
لشگری پس از ۱۶ سال اسارت به نیروهای کمیته بین‌المللی صلیب سرخ معرفی شد و دو سال بعد در ۱۷ فروردین ۱۳۷۷ به ایران بازگشت. 
با موافقت فرمانده کل قوا در تاریخ ۲۷ بهمن ۱۳۷۸ درجهٔ نظامی وی به سرلشکری ارتقاء یافت.
او در مصاحبه با رسانه‌های جمعی در سال ۱۳۸۷ (همزمان با سالروز ورود آزادگان به ایران) گفت:
اعتقادات مذهبی و مکتبی سربازان ایرانی مهمترین عامل مقاومت آنها در مقابل فشارهای روحی، روانی و جسمی بعثی‌ها بود. الان هریک از ما به عنوان نماینده جمهوری اسلامی در هر جای دنیا که باشیم باید با نوع نگرش و رفتارمان اذهان عمومی را نسبت به مسائل ایدئولوژیکی نظام روشن کنیم؛ لذا وقتی به اسارت دشمن درآمدیم با تأسی به سیره اهل بیت و به خصوص حضرت موسی بن جعفر، تمسک به دین و اهداف آن و بررسی و تفکر در آن خود را از گزند ترفندهای دشمن حفظ کردیم.

## درگذشت

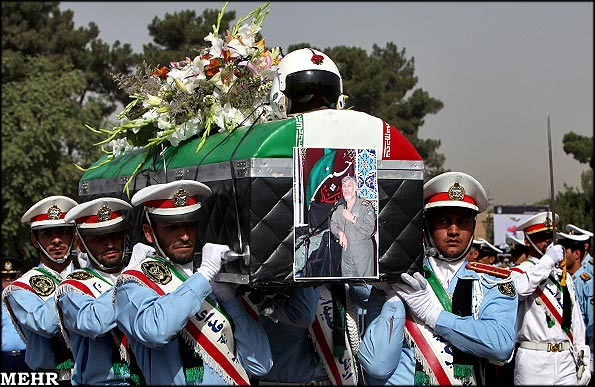
تشییع پیکر حسین لشگری از مقابل فرماندهی ستاد نیروی هوایی ارتش برای خاکسپاری در بهشت زهرا

حسین لشگری ، بامداد روز دوشنبه ۱۹ مرداد ۱۳۸۸ در بیمارستان لاله تهران بر اثر جراحت های دوران اسارتش درگذشت. 
در پی مرگ او سید علی خامنه‌ای، محمود احمدی‌نژاد و میرحسین موسوی در پیامهایی درگذشت او را تسلیت گفتند. پیکر او پیش از ظهر چهارشنبه ۲۱ مرداد در ستاد نیروی هوایی ارتش جمهوری اسلامی ایران در مراسمی تشییع و در قطعه ۵۰ بهشت زهرا به خاک سپرده شد.

## یادمان
بزرگراه تهران-کرج (با نام پیشین جاده مخصوص) پس از درگذشت حسین لشگری، به نام او نام‌گذاری شد.

## یادداشت
1. ↑  پس از درگذشت، به سرلشکر ترفیع داده‌شد.